# Đinh Hương
Đinh Thị Thanh Hương (sinh ngày 7 tháng 10 năm 1987), thường được biết đến với nghệ danh Đinh Hương, là một nữ ca sĩ kiêm nhạc sĩ người Việt Nam. Bắt đầu nổi tiêng sau khi giành vị trí á quân của mùa đầu tiên trong cuộc thi truyền hình Giọng hát Việt vào năm 2012, cô được đánh giá là một trong những người tiên phong trong dòng nhạc soul tại Việt Nam. Xuyên suốt sự nghiệp của mình, cô đã giành được nhiều giải thưởng đáng kể, bao gồm hai đề cử quan trọng tại giải Cống hiến năm 2013 và 2016.

## Tiểu sử
Đinh Hương sinh ngày 7 tháng 10 năm 1987 tại Đông Hà, Quảng Trị, là con gái út trong gia đình gồm 3 anh em, bố mẹ là công chức. Ngay từ nhỏ, cô bé Đinh Hương đã mê nghiệp ca hát. Tại trường THPT Đông Hà, cô đã trở thành thành viên không thể thiếu trong đội văn nghệ, tham gia các cuộc thi cấp thị xã, cấp tỉnh, và đạt được nhiều giải thưởng. Lúc còn là sinh viên Trường Đại học Ngân hàng Thành phố Hồ Chí Minh, Đinh Hương đã tham gia cuộc thi Tiếng hát sinh viên Ngân hàng và đạt giải Nhất.
Trước khi tham dự cuộc thi Giọng hát Việt 2012, Đinh Hương đã giấu gia đình tham gia khá nhiều cuộc thi hát trên truyền hình nhưng chưa thành công được như mong đợi. Hai lần thử sức với cuộc thi Vietnam Idol, hay cuộc thi giọng hát truyền hình Sao Mai năm thứ 2. Đặc biệt, cuộc thi Song ca cùng thần tượng, lọt vào top 5 của đội Hà Anh Tuấn. Năm 2012, Đinh Hương trở thành á quân Giọng Hát Việt mùa đầu tiên sau nhiều nỗ lực chinh phục sự bình chọn từ Huấn luyện viên Hồ Ngọc Hà cũng như khán giả cả nước.
Đinh Hương và Hương Tràm - Quán quân Giọng hát Việt 2012 có quan hệ họ hàng. Ba của Hương Tràm là anh họ của mẹ Đinh Hương. Cả hai mang trong mình dòng máu con cháu của dòng họ Nguyễn Cảnh.

## Sự nghiệp

### 2013: "Vút bay" và albumSoul
Tháng 6 năm 2013, Đinh Hương thử sức mình với đĩa đơn "Vút bay" là một ca khúc nhạc dance hiện đại, sôi động và cuồng nhiệt.
Ngày 6 tháng 9 năm 2013, Đinh Hương chính thức ra mắt album đầu tay lấy tên gọi Soul: Soul vừa là thể loại âm nhạc cô theo đuổi, vừa có nghĩa "tâm hồn" trong tiếng Anh bởi theo cô: "Tâm hồn chính là chất liệu hoàn hảo nhất cho âm nhạc". Trong album này, Đinh Hương lần đầu tiên đóng vai trò là nhà sản xuất âm nhạc, cô còn tham gia mọi khâu trong quá trình thực hiện như sáng tác, hòa âm, lên ý tưởng, thiết kế bìa đĩa... Đây cũng là sản phẩm đầu tiên "đóng mác" Đinh Hương Production, công ty mang thương hiệu của chính cô. Album được ra mắt tại phòng trà Đồng Dao vào ngày 6 tháng 9, và được giới thiệu tại đêm minishow đặc biệt ở phòng trà WE ngày 13 tháng 9. Album giúp cô nhận về nhiều giải thưởng âm nhạc như "Ca sĩ trẻ triển vọng Làn Sóng Xanh 2013", "Ca sĩ trẻ xuất sắc của năm" do tạp chí Thebox trao tặng.
Cũng trong năm 2013, Đinh Hương nhận lời mời làm gương mặt đại diện cho các chiến dịch quảng cáo của các thương hiệu hàng đầu như Coca Cola với chiến dịch Trophy Song cho "Hành trình Cúp vàng World Cup" tại Việt Nam; ngoài ra còn có ca khúc "Sống là nhiều hơn thế" trong chiến dịch cùng tên của thương hiệu Nivea với MV có số lượt người xem kỷ lục lên đến 1.445.930 chỉ sau vài tuần đầu tiên ra mắt. Cô cũng trở thành đại diện chương trình từ thiện đi bộ vì học sinh nghèo có tên Happy Feet.
Cuối năm 2013, cô có tên tại đề cử giải Cống Hiến lần thứ 9 năm 2013 cho "Nghệ sĩ mới của năm".

### 2014: SingleAwakeningvàCặp đôi hoàn hảo
Đĩa đơn "Awakening" của Đinh Hương ra mắt dịp cuối tháng 4 năm 2014 bao gồm 3 ấn bản với 3 phong cách pop, remix dance và acoustic được làm mới dựa trên phiên bản ca khúc "Awakening" mà cô đã ra mắt trong album Soul từ năm 2013.
Sau một thời gian im ắng để tập trung cho các sản phẩm âm nhạc, Đinh Hương bất ngờ tham gia chương trình Cặp đôi hoàn hảo, kết đôi cùng nam diễn viên Nhan Phúc Vinh và trở thành một trong những cặp đôi ấn tượng nhất mùa giải thứ ba của chương trình.

### 2015: Đóng phim và ra mắt singleLoving you
Bên cạnh sự nghiệp ca hát và sáng tác, Đinh Hương cũng thử sức tại lĩnh vực điện ảnh với bộ phim Khúc hát mặt trời, ra mắt vào cuối năm 2015 trên sóng VTV. Ngoài ra, cô cũng là một nghệ sĩ tích cực tham gia nhiều hoạt động xã hội. Cô cũng cho ra mắt single "Loving You" và ca khúc này được rất nhiều khán giả yêu thích.

### 2016: Phát hành hai albumLove Đinh HươngvàĐinh Hương Sings the Golden Oldies
Đinh Hương chia sẻ đây là dự án âm nhạc lớn nhất năm 2016 của cô mang tên "Đinh Hương 03 Years Anniversary". Với điểm nhấn chính là sự ra mắt 2 album chất lượng cao gồm 1 album Tiếng Anh mang tên Đinh Hương sings The Golden Oldies và 1 album tiếng việt mang tên Love Đinh Hương. Hai album này như một sự đánh dấu quá trình trưởng thành và nỗ lực trong suốt chặng đường 3 năm hoạt động nghệ thuật của cô. Sau khi phát hành hai album này, Đinh Hương phát hành single Loneliness  hợp tác với BigDaddy.
Đinh Hương sings The Golden Oldies đề cử tại Giải thưởng Âm nhạc Cống hiến 2017 hạng mục "Album của năm".

## Quan điểm nghệ thuật
"Điều duy nhất mà Hương muốn không chỉ đơn giản là cố gắng để cover thật hay một ca khúc nào đó mà còn muốn chứng minh cho tất cả mọi người thấy rằng: Đinh Hương có thứ âm nhạc riêng của cô ấy. Và cô ấy vẫn đang nỗ lực mỗi ngày để đem nó đến gần với công chúng hơn".
"Đi tìm sự ưu tú trong âm nhạc mới là đích đến của Hương bây giờ và cả mãi về sau".
"Dòng nhạc soul luôn luôn là những giai điệu xuất phát từ tâm hồn, đã có một chút cô đơn, đã có đôi chút tuyệt vọng trên con đường đi tìm bản ngã của chính mình. Có lẽ chính khoảng thời gian đó có sức ảnh hưởng lớn đến âm nhạc của Hương như bây giờ. Và Đinh Hương cũng mong rằng sau những khoảng thời gian đắm chìm trong thế giới âm nhạc như mê cung huyền bí thì Đinh Hương sẽ luôn luôn tìm được cái kết như thể ánh bình minh".
"Âm nhạc là đam mê lớn nhất của Hương. Chính tình yêu đó như là thứ năng lượng dồi dào để Hương cứ mãi cháy hết mình trên sân khấu. Tuy nhiên, thỉnh thoảng, Hương mất kiểm soát vì thứ năng lượng ấy cứ như chực trào từ bên trong để chờ được giải phóng ra bên ngoài một cách mạnh mẽ. Và những lúc đó, chị Hồ Ngọc Hà chính là người đã níu Hương được "đằm thắm" trở lại".
"Năm 2012, 2014 và 2015, cứ mỗi lần làm album, tôi lại khủng hoảng tinh thần trầm trọng. Nhiều lúc nhận ra nhiều sự thật phũ phàng "làm thật nhiều, đầu tư cũng thật nhiều mà thành tựu chưa được bao nhiêu", tôi đau tới mức có cảm tưởng như bị rơi xuống tận đáy hố sâu. Nhưng rồi tôi nhận ra mình vẫn đứng trên mặt đất, đủ độ "lì" để tiến về phía trước."
"Tôi tuy tốt nghiệp về kinh tế nhưng chuyện gì liên quan đến tiền bạc, để tôi tính là thôi, coi như thua rồi đó. Chỉ có lỗ chứ không có lời, vì tôi chỉ nghĩ đến chất lượng cuối cùng thôi.."

## Đánh giá
"Đinh Hương có mọi thứ một người nghệ sĩ cần, nhưng đó cũng chính là khuyết điểm của Đinh Hương. Khi mà mọi người vẫn luôn mộng mơ thì phải có chút ngô nghê. Thế nên tôi luôn nói với em ấy: Điều cần nhất ở em chính là sự tiết chế..."
"Tôi chọn Đinh Hương trong cuộc thi vì cô ấy xứng đáng và phù hợp. Tôi vui rằng số đông ủng hộ, mà điều quan trọng là tôi giúp cô ấy chinh phục giấc mơ của mình "chứng minh sự ưu tú trong âm nhạc" như cô ấy đã nói. Đã gọi là thuyết phục thì cần thời gian chứ không thể chỉ sau một cuộc thi mà làm được mọi chuyện".
— Ca sĩ Hồ Ngọc Hà
"Là một đại diện xuất sắc cho lớp ca sĩ trẻ trưởng thành từ các cuộc thi truyền hình thực tế. Đinh Hương chính là giọng ca tôi yêu thích nhất của Giọng Hát Việt mùa đầu tiên. Với một lối tư duy âm nhạc dường như trưởng thành hơn nhiều so với các bạn đồng lứa, Hương luôn chau truốt, tỉ mỉ, kỹ lưỡng với các sản phẩm âm nhạc của mình, đó là một thái độ của một nghệ sĩ thực thụ..."
— Nhạc sĩ Huy Tuấn
 "Thời buổi này còn những người trẻ không chạy theo nhạc giải trí như Đinh Hương là rất hiếm. Đinh Hương rất sạch, cô ấy cũng rất 'điên' trên sân khấu, nhưng khi đã làm việc thì tỉnh táo và chuyên nghiệp vô cùng".
— Nhạc sĩ Phương Uyên
"Điều mà Hương Tràm ấn tượng nhất ở chị Đinh Hương là bản lĩnh sân khấu và giọng hát quyến rũ của chị. Tràm chúc cho chị Đinh Hương sẽ luôn giữ được ngọn lửa ấy trong tâm hồn âm nhạc của chị".
— Ca sĩ Hương Tràm

## Thời trang
Không chỉ trên sân khấu, Đinh Hương cũng gây ấn tượng bởi sự mạnh mẽ, cá tính, vừa nhiệt huyết lại có đôi chút "nổi loạn". Phong cách thời trang Đinh Hương phản ánh chính cá tính và nội tâm của cô. Máu nghệ sĩ chảy dài trên từng mảng phục trang của Đinh Hương, chỉ nhìn vào gu ăn mặc, đủ biết, bản thân cô chất chứa chút "máu điên" của người nghệ sĩ. Đinh Hương được biết tới bởi sự biến đổi đa dạng từ cô nàng cá tính, trẻ trung, năng động đến quý cô thanh lịch, cổ điển mà sang trọng, tinh tế. Nhờ vậy, cô thường xuyên lọt vào top sao Việt đẹp của các trang báo lớn

## Điện ảnh
Đinh Hương tham gia vai phụ trong bộ phim Khúc hát mặt trời (2015), phiên bản làm lại của bộ phim cùng tên tại Nhật Bản.

## Danh sách đĩa nhạc

### Album phòng thu
- Soul (2013)
- Love Đinh Hương (2016)
- Đinh Hương Sings the Golden Oldies (2016)
- Black Magic Woman (2024)

### Đĩa đơn
- Ooh La La (2012)
- Vút bay (2013)
- Jingle Bell (2013)[26][27]
- The World Is Ours - với David Correy và Monobloco (09/04/2014)
- Awakening (06/03/2014)
- Giáng sinh về (2014)
- Beautiful my life (2014)
- Loving you (2015)[28]
- Loneliness - với BigDaddy (18/06/2016)
- Đợi anh đến hoa cũng tàn (10/02/2017)
- Mình yêu nhau yêu nhau bình yên thôi! - với Hà Anh Tuấn (10/05/2017)

### Video âm nhạc
- Ooh La La (2012)
- Tôi là ai (2013)
- Merry Christmas, Happy New Year – Team Hồ Ngọc Hà (2013)
- So I (2014)
- Jingle Bell (2014)
- Sống là nhiều hơn thế (2014)
- Giáng sinh về (2014)
- Mùa đẹp nhất (2015)
- Loving you (2015)
- Loneliness - với BigDaddy (2016)

## Giải thưởng
- Á quân Giọng hát Việt năm 2012
- Ca sĩ trẻ triển vọng của Làn Sóng Xanh năm 2013
- Đề cử Giải thưởng Âm nhạc Cống hiến "Nghệ sĩ mới của năm" 2014
- Đề cử Giải thưởng Âm nhạc Cống hiến "Album của năm" 2017
- Đề cử Giải thưởng Âm nhạc Cống hiến "Bài hát của năm" 2018